# Lista de deputados estaduais do Rio Grande do Sul da 24.ª legislatura
Esta é uma lista de deputados da 24ª Legislatura da Assembleia legislativa do Rio Grande do Sul, que assumiram em 1901, com mandatos até 1905:
|    | Nome                                   | Partido |
| 1  | Antônio Soares de Barcelos             |         |
| 2  | Evaristo Teixeira do Amaral Júnior     |         |
| 3  | José Bento Porto                       |         |
| 4  | Antônio Pedro Caminha                  |         |
| 5  | Francisco de Oliveira das Neves        |         |
| 6  | Manuel Py                              |         |
| 7  | Francisco Rodrigues Lima               |         |
| 8  | João Vespúcio de Abreu e Silva         |         |
| 9  | Luís Englert                           |         |
| 10 | Juvenal Otaviano Miller                |         |
| 11 | Manuel Teófilo Barreto Viana           |         |
| 12 | João Simplício Alves de Carvalho       |         |
| 13 | Alcides de Freitas Cruz                |         |
| 14 | Artur Homem de Carvalho                |         |
| 15 | Frederico Bastos                       |         |
| 16 | Vasco Pinto Bandeira Filho             |         |
| 17 | José Gonçalves de Almeida              |         |
| 18 | Miguel Correia                         |         |
| 19 | João Benício da Silva                  |         |
| 20 | Antônio Antunes de Araújo              |         |
| 21 | Longuinho Saraiva da Costa             |         |
| 22 | James Fitzgerald Darcy                 | PRR     |
| 23 | Carlos Barbosa Gonçalves               |         |
| 24 | Ildefonso Simões Lopes                 |         |
| 25 | Pedro Afonso Mibielli                  |         |
| 26 | Sérgio Ulrich de Oliveira              |         |
| 27 | Firmino de Paula e Silva               |         |
| 28 | Salvador Pinheiro Machado              |         |
| 29 | Joaquim Tomás dos Santos e Silva Filho |         |
| 30 | Luís Carlos Massot                     |         |
| 31 | Ramiro de Oliveira                     |         |